# Xylophragma seemannianum
Xylophragma seemannianum là một loài thực vật có hoa trong họ Chùm ớt. Loài này được (Kuntze) Sandwith miêu tả khoa học đầu tiên năm 1953.